# Adrien Fourmaux

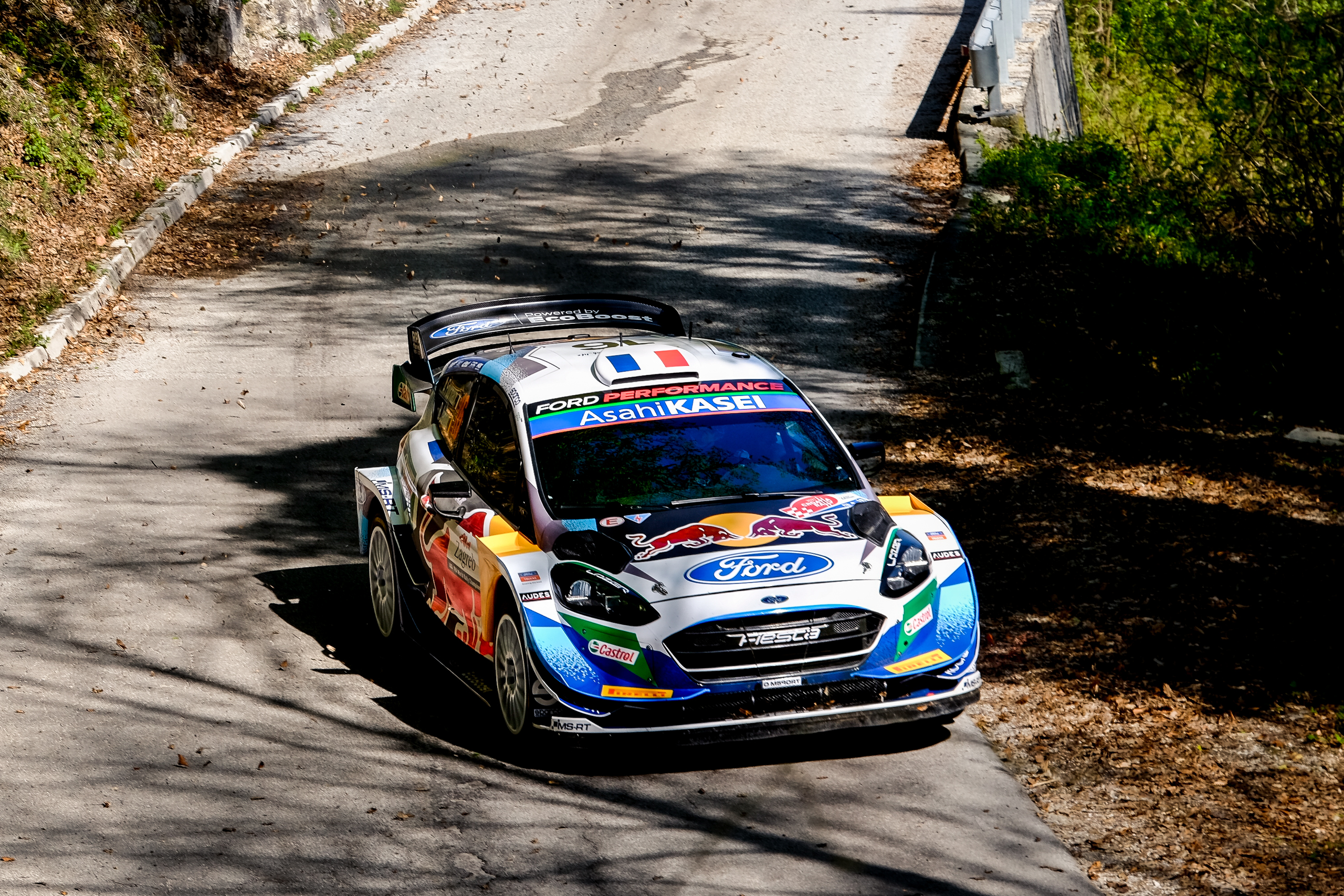
Adrien Fourmaux podczas Rajdu Chorwacji 2021

Adrien Fourmaux (ur. 3 maja 1995) – francuski kierowca rajdowy. Od 2019 roku jeździ w mistrzostwach świata. Drugi wicemistrz świata w kategorii WRC3 w Rajdowych mistrzostwach świata w roku 2020.

## Zwycięstwa

### Zwycięstwa wERC
| Nr | Rajd                       | Rok  | Pilot         | Samochód           |
| -- | -------------------------- | ---- | ------------- | ------------------ |
| 1  | 44. Rajd Wysp Kanaryjskich | 2020 | Renaud Jamoul | Ford Fiesta Rally2 |

## Wyniki rajdów

### Wyniki WRC
| Sezon | Zespół             | Samochód                              | 1  | 2       | 3      | 4  | 5          | 6      | 7      | 8       | 9         | 10       | 11            | 12              | 13      | 14               | 15 | 16 | Punkty | Miejsce |
| ----- | ------------------ | ------------------------------------- | -- | ------- | ------ | -- | ---------- | ------ | ------ | ------- | --------- | -------- | ------------- | --------------- | ------- | ---------------- | -- | -- | ------ | ------- |
| 2019  | Adrien Fourmaux    | Ford Fiesta R5 Ford Fiesta R5 Mk. II  | 10 | 45      | Meksyk | 30 | Argentyna  | Chile  | 13     | 36      | 23        | 23       | Turcja        | 15              | 32      | Australia        |    |    | 1      | 28.     |
| 2020  | M-Sport Ford WRT   | Ford Fiesta R5 Mk. II                 | 15 | 18      | Meksyk | 13 | 9          | NU     | 49     |         |           |          |               |                 |         |                  |    |    | 2      | 22.     |
| 2021  | M-Sport Ford WRT   | Ford Fiesta R5 Mk. II Ford Fiesta WRC | 9  | 48      | 5      | 6  | 30         | 5      | 12     | NU      | 7         | 7        | 16            | 55              |         |                  |    |    | 42     | 10.     |
| 2022  | M-Sport Ford WRT   | Ford Puma Rally1                      | NU | NU      | NU     | 9  | NU         | 13     | 7      | 18      | NU        | Grecja   | Nowa Zelandia | 8               | Japonia |                  |    |    | 13     | 16.     |
| 2023  | M-Sport Ford WRT   | Ford Puma Rally1                      | 13 | Szwecja | 16     | 12 | 15         | NU     | Kenia  | Estonia | 8         | 11       | Chile         | 8               | NU      |                  |    |    | 8      | 20.     |
| 2024  | M-Sport Ford WRT   | Ford Puma Rally1                      | 5  | 3       | 3      | 17 | 4          | 17     | 3      | 4       | 3         | 21       | 5             | 32              | 3       |                  |    |    | 162    | 5.      |
| 2025  | Hyundai Motorsport | Hyundai i20 N Rally1                  | 3  | 40      | 16     | 5  | Portugalia | Włochy | Grecja | Estonia | Finlandia | Paragwaj | Chile         | Unia Europejska | Japonia | Arabia Saudyjska |    |    | 44     | 6.      |

### Wyniki WRC-2
| Rok  | Zespół           | Samochód              | 1     | 2     | 3   | 4     | 5     | 6       | 7     | 8   | 9   | 10    | 11  | 12    | 13     | 14    | Miejsce | Punkty |
| ---- | ---------------- | --------------------- | ----- | ----- | --- | ----- | ----- | ------- | ----- | --- | --- | ----- | --- | ----- | ------ | ----- | ------- | ------ |
| 2019 | Adrien Fourmaux  | Ford Fiesta R5        | MON 2 | SWE   | MEX | FRA 9 | ARG   | CHL     | POR   | ITA | FIN | GER 8 | TUR | GBR 3 |        |       | 13      | 39     |
| 2019 | Adrien Fourmaux  | Ford Fiesta R5 Mk. II |       |       |     |       |       |         |       |     |     |       |     |       | ESP 13 | AUS C | 13      | 39     |
| 2020 | M-Sport Ford WRT | Ford Fiesta R5 Mk. II | MON 2 | SWE 4 | MEX | EST 2 | TUR 2 | ITA Ret | MNZ 4 |     |     |       |     |       |        |       | 3       | 78     |
| 2021 | M-Sport Ford WRT | Ford Fiesta R5 Mk. II | MON 2 | ARC 9 | CRO | POR   | ITA 6 | KEN     | EST 4 | BEL | GRE | FIN   | ESP | MNZ   |        |       | 5       | 48     |

### WynikiERC
| Rok  | Zespół           | Samochód              | 1       | 2   | 3   | 4   | 5     | Miejsce | Punkty |
| ---- | ---------------- | --------------------- | ------- | --- | --- | --- | ----- | ------- | ------ |
| 2020 | M-Sport Ford WRT | Ford Fiesta R5 Mk. II | ITA Ret | LAT | PRT | HUN | ESP 1 | 10      | 37     |